# 8898 Linnaea
8898 Linnaea eller 1995 SL5 är en asteroid i huvudbältet som upptäcktes den 29 september 1995 av den amerikanske astronomen Gary P. Emerson i Golden. Den är uppkallad efter Linnaea Barton Keammerer.
Asteroiden har en diameter på ungefär 3 kilometer.